# Povijest Nezavisne Države Hrvatske (Matković)
Knjiga Povijest Nezavisne Države Hrvatske, Naklada P.I.P. Pavičić, Zagreb, 1994. (drugo dopunjeno izdanje s koloriranim prilogom Ikonografija, 2002.) donosi sažet pregled povijesti ustaškog pokreta i NDH. Pisana je kao priručnik i popularno-znanstveno djelo. Autor je suvremeni hrvatski povjesničar Hrvoje Matković.

## Problemi pristupa proučavanju NDH
Pisanje o NDH u razdoblju druge Jugoslavije, kaže autor u predgovoru, bilo je opterećeno ideloškim pristupom. Zato su činjenice o njenom nastanku trajanju i slomu široj javnosti površno i jednostrano poznate. Nasuprot tadašnjoj sotonizaciji, sada se (1994.) susrećemo s pokušajima glorifikacije. »Stoga je potrebno objektivno utvrditi njezino pravo povijesno značenje u kontinuitetu povjesnog događanja.« (str. 9.)
Slijedeći taj cilj, autor skrupolozno izbjegava svaki ideološki rječnik i svako procjenjivanje uopće. On navodi činjenice koje treba znati, prema kojima se može dobiti objektivna okvirna slika, ne upuštajući se u dublja objašnjenja. Tako je nastao priručnik koristan za svakoga tko želi znati osnovne činjenice; to, naravno, nije dovoljno da bi se "pravo povijesno značenje" NDH u potpunosti sagledalo, ali je nužni temelj za takvo sagledavanje.
Tekst je, kaže Matković, napisan na temelju znanstvene literature, ali nema znanstvene aparature, tako je postignuta veća preglednost i pristupačnsot teksta, a knjiga se približava znanstveno-popularnoj literaturi.

## Sadržaj
Knjiga je podijeljena na pet dijelova, te na poglavlja i potpoglavlja; u dodatku su dati kratki politički životopisi glavnih ličnosti u NDH. Navodimo naslove dijelova i poglavlja.
1. Uvod: Hrvatska u Jugoslavenskoj državi između dva rata
2. Priprema: Ustaška emigracija i njezino djelovanje do 1941
3. Država
Uspostava NDH
Priznanje NDH i utvrđivanje njezinih granica
Ustrojstvo države i unutarnja organizacija
Oružane snage
Gospodarske prilike
Vjerske zajednice
Kulturni život
4. Akcija
Odnosi NDH s Italijom
Odnosi NDH s Njemačkom
Politika nacionalne i rasne isključivosti
Snage ugrožavanja NDH
HSS u NDH
Politička i vojna zbivanja 1942. i 1943.
Pokušaj spašavanja NDH
5. Slom
Posljednji dani i propast NDH
6. Druga ustaška emigracija
7. Politički životopisi glavnih ličnosti u NDH

### Dodatak drugom izdanju
Drugo, prošireno izdanje izašlo je 2002. godine. U dogovoru s nakladnikom prvobitni tekst mjestimično je proširen i dopunjen. Proširen je popis literature monografijama koje su se pojavile u međuvremenu. Dodan je broj ličnosti čije su biografije dana na kraju knjige, a neke su biografije proširene.
Na kraju knjige dodano je nekoliko dokumenata. »Radi se o dokumentima karakterističnim za prosudbe ustaške ideologije i djelovanje ustaškog vrha, odnosno glavnog nositelja političke akcije – poglavnika Pavelića.« (Iz autorovog predgovora drugom izdanju)
Riječ je o dokumentima:
- Posljednje poglavlje iz knjige Ante Pavelića Strahote zabluda. Komunizam i boljševizam u Rusiji i u svijetu. Pretiskano 2000. u izdanju Craotiaknjiga d.o.o.
- Priznavanje NDH (brzojavke od Hitlera i Mussolinija 15. travnja 1941.)
- Pristup NDH Trojnom paktu
- Pristup NDH Sporazumu protiv Komunističke internacionale
- Zakonska odredba za obranu naroda i države (17. travnja 1941.)
- Zakonska odredba o sačuvanju hrvatske narodne imovine (19. travnja 1941.)
- Zakonska odredba o državljanstvu (30. travnja 1941.)
- Zakonska odredba o rasnoj pripadnosti (30. travnja 1941.)
- Zakonska odredba o zaštiti arijske krvi i časti Hrvatskog naroda (30. travnja 1941.)
- Zakonska odredba o prelazu s jedne vjere na drugu (5. svibnja 1941.)
- Zakonska odredba o upućivanju nepoćudnih i pogibeljnih osoba na prisilni boravak u sabirne i radne logore (26. studenoga 1941.)
- Zakonska odredba o izjednačenju pripadnika NDH s obzirom na rasnu pripadnost (5. svibnja 1945.)